# Boffille de Juge
Boffille de Juge (Boffillo del Giudice), comte de Castres, seigneur de Roquecourbe, de Lombers, de Curvale, de Lésignan et de la Caune, mort le 11 août 1502 au château de Roquecourbe, est un noble franco-italien, issu de la famille Del Giudice venue d'Amalfi, et œuvrant principalement pour le roi Louis XI.

## Biographie
Quand Jean II d'Anjou, duc de la Calabre, est vaincu en Italie en 1461 et se sauve en Provence, Boffille le suit. Il lui est demandé par le duc Jean et son père, le Roi René, de prendre par la force la région de la Catalogne.
Louis XI, qui avait joint ses troupes à celles des princes de l'Anjou, fait de Boffille son chambellan et lui confie la gestion du Roussillon et de la Cerdagne en 1471, ainsi que de certains comptoirs importants, tels que le comté de Castres, confisqué en 1476 à Jacques d'Armagnac, duc de Nemours. Il lui confie également les négociations diplomatiques avec la Flandre et l'Angleterre.
Boffille se marie en 1480 avec Marie d'Albret, sœur d'Alain d'Albret, confirmant de ce fait la position féodale que le roi lui avait donnée dans le sud. Il a été un des juges dans l'épreuve de René d'Alençon, et a montré une telle ardeur dans l'exercice de ses fonctions que Louis XI le récompense grassement.
Cependant, l'évêque de Castres a récupéré son diocèse en 1483, et les héritiers du duc de Nemours ont saisi l'instance judiciaire pour que leur soit restitué le comté de Castres. Boffille, ayant en tête d'échapper à ces ennemis, s'est proposé pour le commandement des armées de la république de Venise. Mais sa requête est refusée, et il perd plus tard la gestion du Roussillon en 1491. Sa fille Louise se marie sans son accord, ce qui provoque de terribles dissensions dans la famille. Dans le but de déshériter sa propre famille, Boffille donne le comté de Castres à son beau-frère, Alain d'Albret en 1494.
Il meurt le 11 août 1502 au château de Roquecourbe et est inhumé dès le lendemain dans la ville de Castres.

## Mariage et descendance
Boffille de Juge épouse en 1480 Marie d'Albret, sœur d'Alain d'Albret, d'où une fille unique :
- Louise de Juge, mariée en 1494 sans l'accord de ses parents à Jean II de Montferrand, fils cadet de Bertrand IV de Montferrand.